# Ryohei Yamamoto
Ryohei Yamamoto (山本 領平, Yamamoto Ryōhei Kyoto, 30 december 1974) is een Japanse zanger. Hij debuteerde onder zijn volledige naam in 2003 met de single "Almost There", op het label Warner Music Japan. Daarvóór, in november 2002, verscheen hij al in het nummer "Why Not?" van Fantastic Plastic Machine. In 2006 veranderde hij zijn artiestennaam naar Ryohei, geschreven in Latijnse letters in plaats van kanji. In dat jaar stapte hij ook over naar het platenlabel Rhythm Zone.  Hij heeft vaak samengewerkt met het Japanse hiphop-duo m-flo.

## Discografie
Albums:
- Take Over (2004)
- ReListen (2007)
- Rat the Wolf (2010)